# البرانس الشرقية (إقليم فرنسي)

موقع اقليم البرانيس الشرقية

البرانس الشرقية أو البيرينيه الشرقية (بالفرنسية:Pyrénées-Orientales) هو إقليم فرنسي، يقع في جنوب فرنسا بالقرب من الحدود الأسبانية وشمال البحر الأبيض المتوسط. يحيط الإقليم ببلدتين صغيرتين إسبانيتين هما بلدة ثوس وليفيا.

## تاريخ الإقليم
قبل معاهدة جبال البرانس في عام 1659، كان معظم الإقليم الحالي جزءًا من إمارة كتالونيا الإسبانية تحت حكم تاج أراغون، وبالتالي فإن غالبية تلك المنطقة كانت من الناحية التاريخية ناطقة باللغة الكاتالونية، ولا يزال يشار إليها أحيانا أنها أحد أقاليم برشلونة.

## جغرافية الإقليم
تبلغ مساحة إقليم البرانيس الشرقية 4115 كيلومتر مربع، ويبلغ عدد سكانها 422000 نسمة، منهم ما يزيد قليلا على الربع يعيشون في العاصمة بربينيان، ويشمل الإقليم على مدن أخرى مثل : أرجيلس سورمير، ثوير، آلن، براديز، يبلغ تعداد سكان هذه المدن بين 6000 - 10000 نسمة.

## إدارة الإقليم
يدار إقليم البرانيس الشرقية من قبل المجلس العام في البرنيس الشرقية في عاصمة الإقليم بربينيان. ويعد الإقليم جزء من منطقة لانغدوك روسييو.

## اقتصاد الإقليم
يعد إقليم البرانيس الشرقية منطقة مهمة لزراعة النبيذ في فرنسا، وهو جهة سياحية.

## توأمة
للبرانيس الشرقية (إقليم فرنسي) اتفاقيات توأمة مع:
- واكاياما (15 سبتمبر 1993 - )

## معرض صور

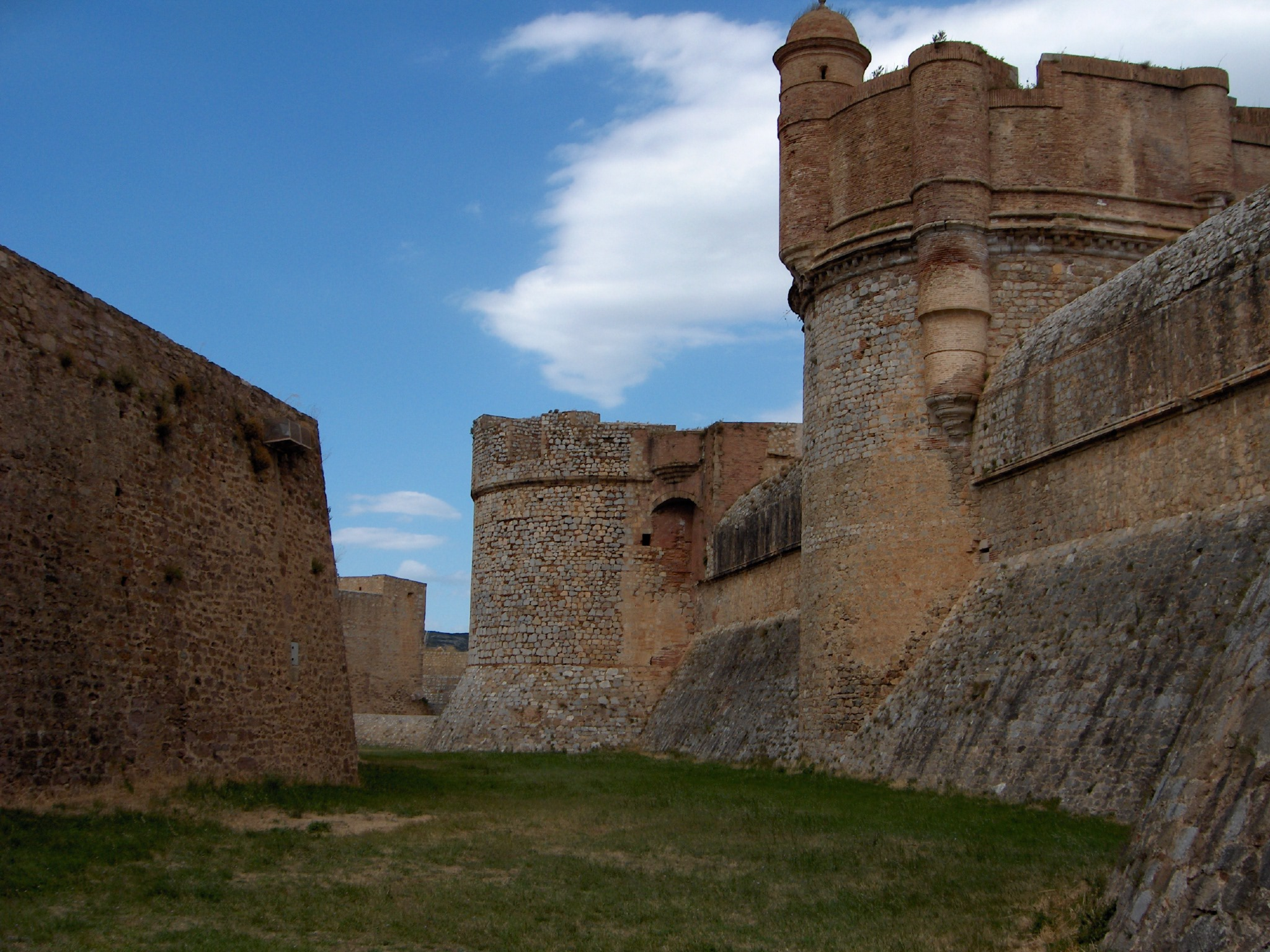
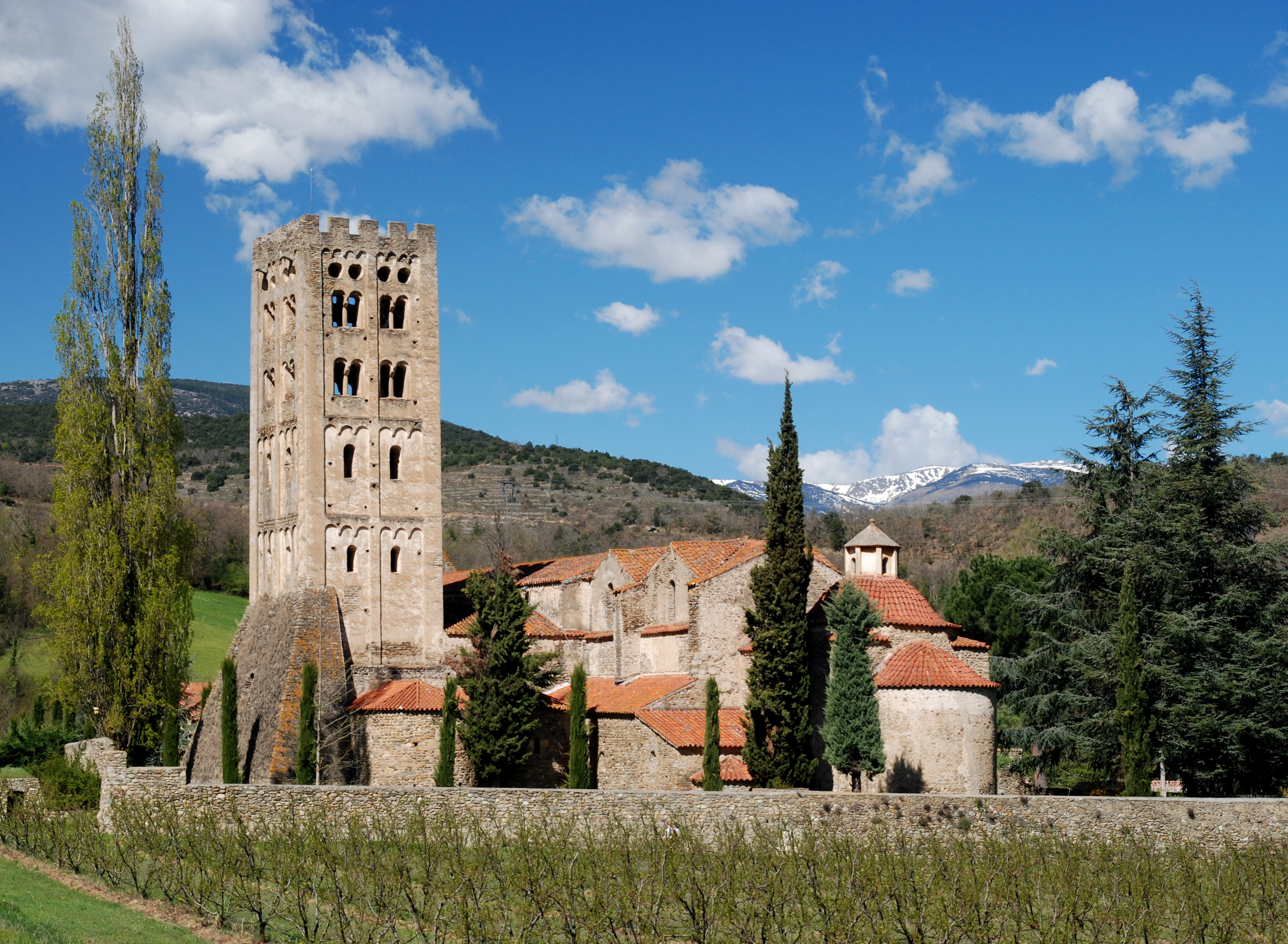
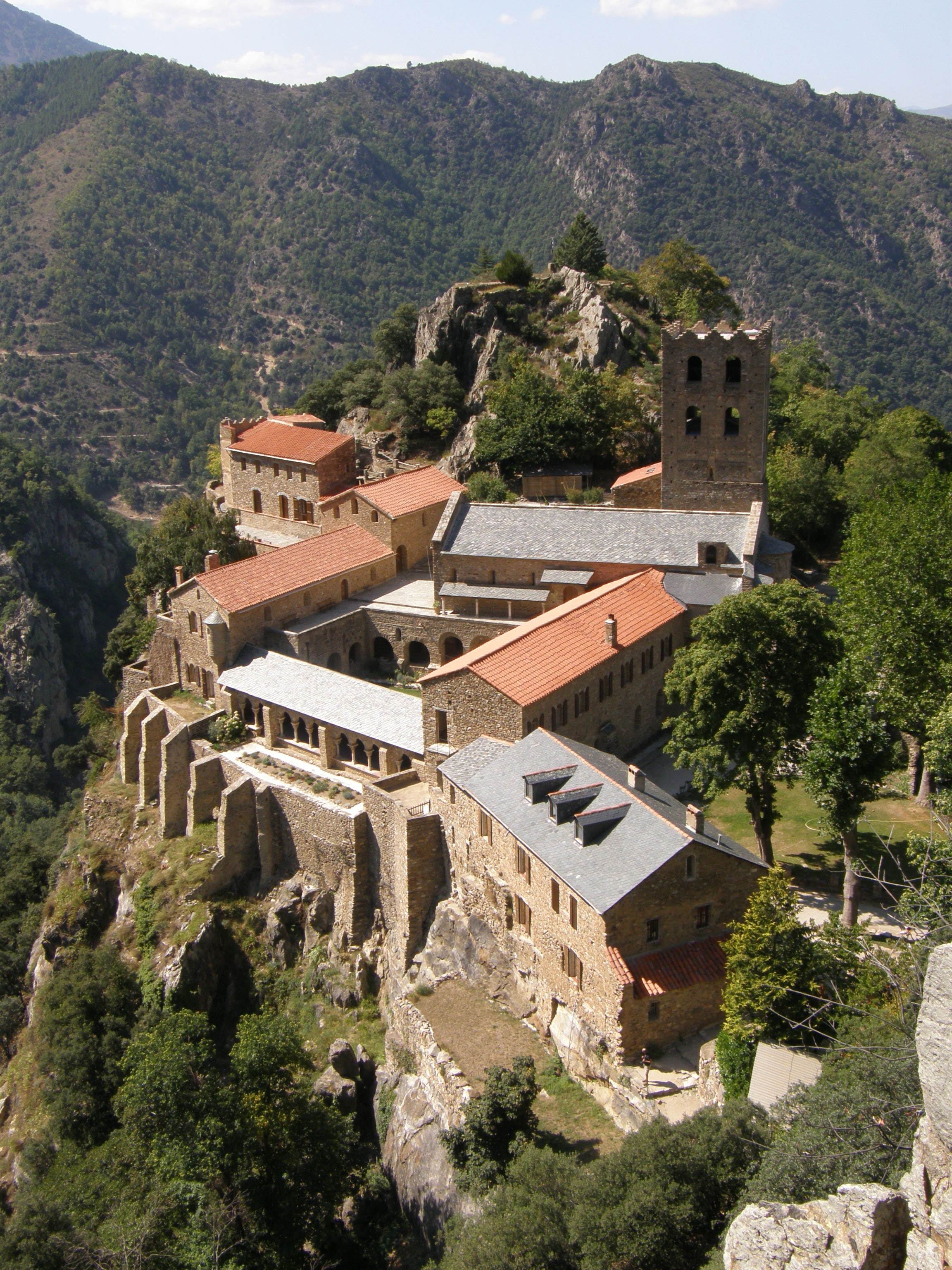
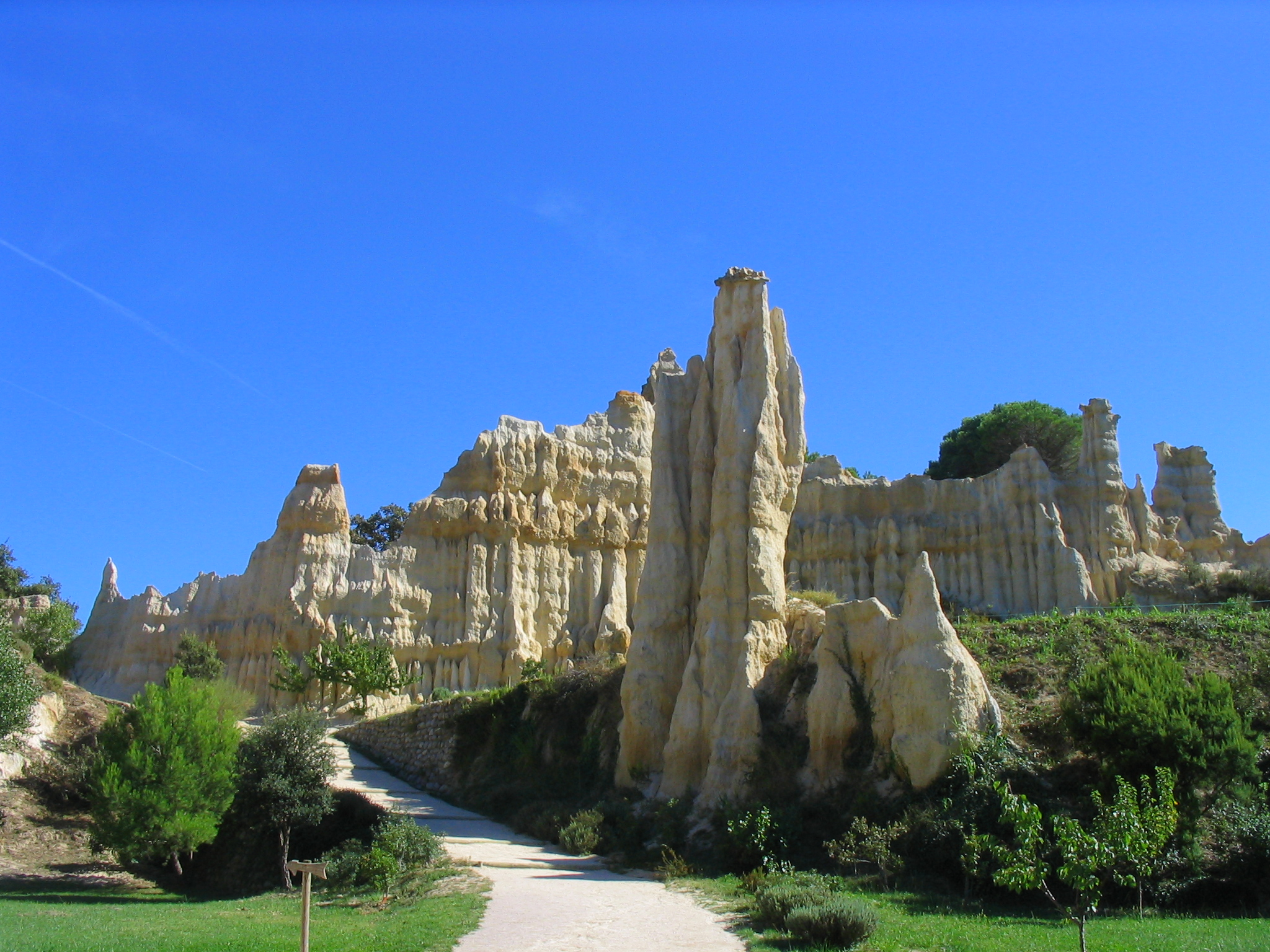
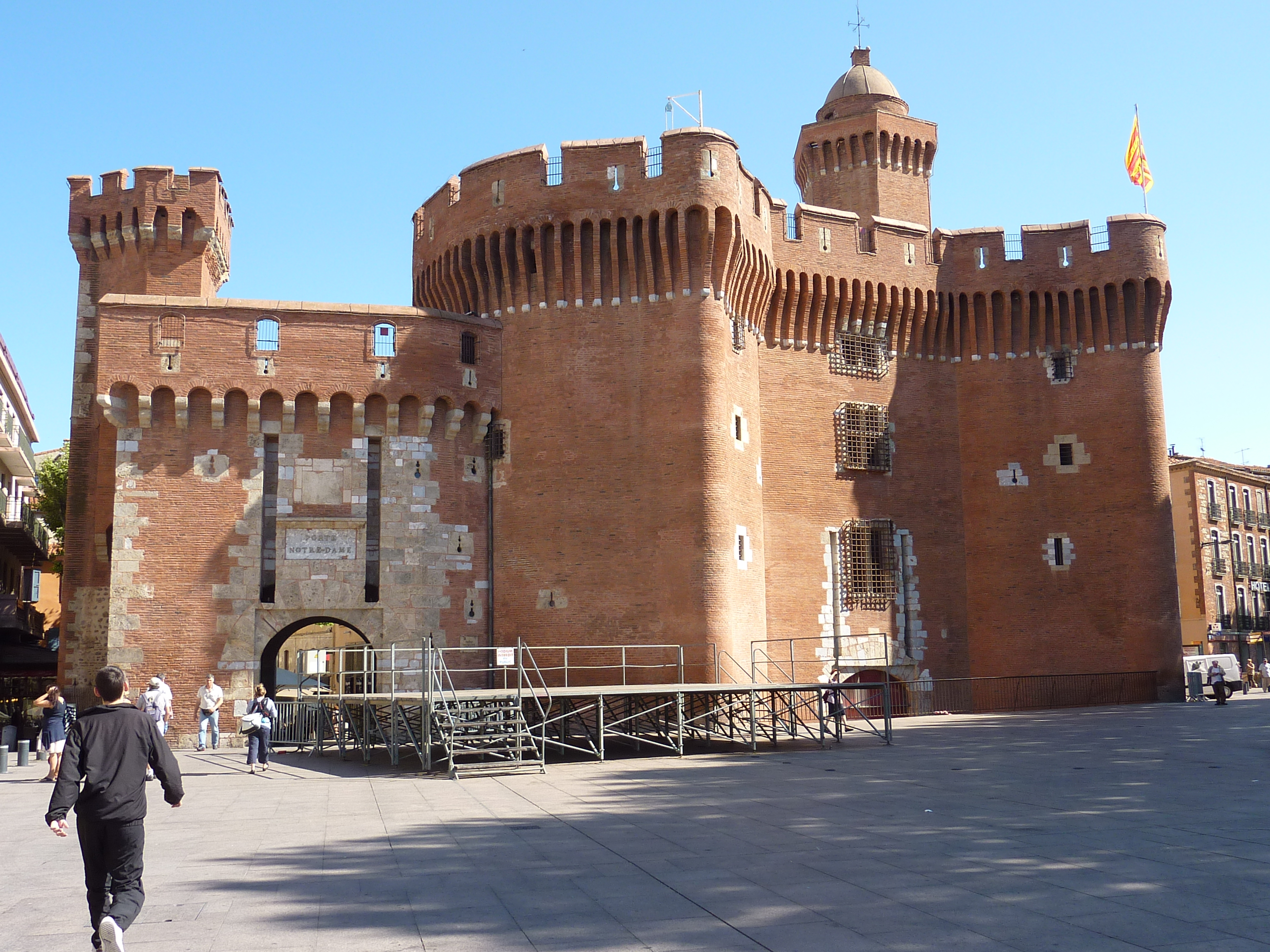
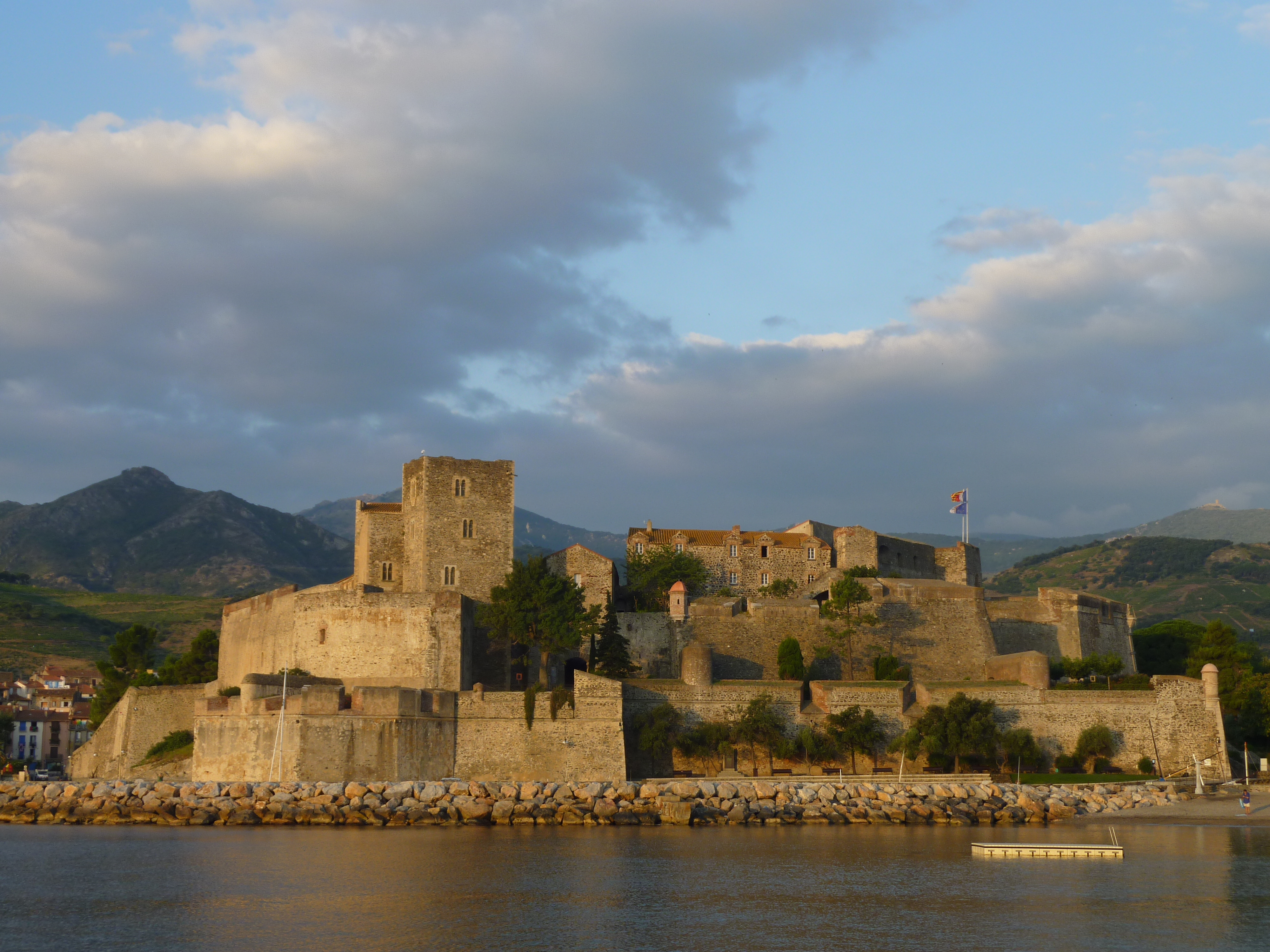